# 邢君牙
邢 君牙（けい くんが、728年 - 798年）は、唐代の軍人。本貫は瀛州楽寿県。

## 経歴
若くして幽薊・平盧で従軍し、戦功により果毅郎将・折衝郎将を歴任し、平盧兵馬使をつとめた。安禄山の乱のとき、平盧節度使の侯希逸に従って過海し、青州と徐州の間に入った。上元年間、田神功が劉展を討つと、君牙は田神功に従って戦功を挙げ、将軍を経て、光禄寺卿に試用された。田神功が兗鄆節度使となると、君牙は防秋の兵を率いて好畤に入り駐屯した。広徳元年（763年）、吐蕃が長安に進入して、代宗が陝州に逃れると、君牙は禁軍に属して代宗につき従った。後にさらに戦功により鴻臚寺卿の官職を加えられ、河間郡公に封じられた。
建中2年（781年）、魏博節度使田悦ら河朔三鎮が反乱を起こすと、李晟が禁軍を率いて馬燧らを助けて反乱軍を討った。君牙は李晟の下で都虞候となり、武安・襄国・洹水・魏県・清豊で反乱軍を討って戦功を挙げた。建中4年（783年）、涇原の兵が反乱を起こし、徳宗が奉天に避難すると、君牙は李晟の下で帝の救援に向かった。軍を咸陽に駐屯させ、陣営を中渭橋に移した。李晟は軍中の事を君牙に相談して、他人に聞かせることがなかった。長安を奪回すると、君牙は御史大夫・検校常侍を加えられた。李晟が鳳翔・涇原元帥となり、軍を出動させるたびに、君牙がつねに知留後をつとめた。
貞元3年（787年）、李晟が太尉・中書令として帰朝すると、君牙は代わって鳳翔尹・鳳翔隴州都防禦観察使となった。ほどなく右神策行営節度・鳳翔隴州観察使に転じ、検校工部尚書を加えられた。吐蕃が連年国境を犯したが、君牙が守備したため、大事にいたることがなかった。ほどなく検校尚書右僕射を加えられた。貞元14年（798年）3月丙申、死去した。享年は71。司空の位を追贈された。

## 伝記資料
- 『旧唐書』巻144 列伝第94
- 『新唐書』巻156 列伝第81